# Štante
Štante je priimek več znanih oseb. Po podatkih Statističnega urada Republike Slovenije je priimek 1. januarja 2022 uporabljalo 166 oseb, od tega jih je največ prebivalo v Savinjski regiji (126 oseb).

## Znane osebnosti
- Jurij Štante-Juš, partizan
- Milan Štante (1930–1999), slovenski pisatelj
- Tit Štante (* 1998), slovenski deskar na snegu